# Cyphella
Cyphella là một chi nấm trong họ Cyphellaceae. Chi này chứa 2 loài phân bố rộng rãi.